# Box-office 1995 au Canada et aux États-Unis
Cet article traite du box-office de 1995 au Canada et aux États-Unis. 

## Classement
| Rang | Titre                   | Pays                  | Réalisateur                  | Budget en USD | Recettes      |
| ---- | ----------------------- | --------------------- | ---------------------------- | ------------- | ------------- |
| 1.   | Toy Story               | États-Unis d'Amérique | John Lasseter                |               | 191 796 233 $ |
| 2.   | Batman Forever          | États-Unis d'Amérique | Joel Schumacher              |               | 184 031 112 $ |
| 3.   | Apollo 13               | États-Unis d'Amérique | Ron Howard                   | 62 000 000    | 172 071 312 $ |
| 4.   | Pocahontas              | États-Unis d'Amérique | Mike Gabriel & Eric Goldberg |               | 141 579 773 $ |
| 5.   | Ace Ventura en Afrique  | États-Unis d'Amérique | Steve Oedekerk               |               | 108 385 533 $ |
| 6.   | Golden Eye              | États-Unis d'Amérique | Martin Campbell              | 58 000 000    | 106 429 941 $ |
| 7.   | Jumanji                 | États-Unis d'Amérique | Joe Johnston                 | 65 000 000    | 100 475 249 $ |
| 8.   | Casper                  | États-Unis d'Amérique | Brad Silberling              |               | 100 328 194 $ |
| 9.   | Seven                   | États-Unis d'Amérique | David Fincher                | 33 000 000    | 100 125 643 $ |
| 10.  | Une journée en enfer    | États-Unis d'Amérique | John McTiernan               |               | 100 012 499 $ |
| 11.  | USS Alabama             | États-Unis d'Amérique | Tony Scott                   | 53 000 000    | 91 387 195 $  |
| 12.  | Waterworld              | États-Unis d'Amérique | Kevin Reynolds               |               | 88 246 220 $  |
| 13.  | Esprits rebelles        | États-Unis d'Amérique | John N. Smith                |               | 84 919 401 $  |
| 14.  | Professeur Holland      | États-Unis d'Amérique | Stephen Herek                |               | 82 569 971 $  |
| 15.  | L'Amour à tout prix     | États-Unis d'Amérique | Jon Turteltaub               |               | 81 057 016 $  |
| 16.  | Congo                   | États-Unis d'Amérique | Frank Marshall               |               | 81 022 101 $  |
| 17.  | Le Père de la mariée 2  | États-Unis d'Amérique | Charles Shyer                |               | 76 594 107 $  |
| 18.  | Braveheart              | États-Unis d'Amérique | Mel Gibson                   | 72 000 000    | 75 609 945 $  |
| 19.  | Get Shorty              | États-Unis d'Amérique | Barry Sonnenfeld             |               | 72 101 622 $  |
| 20.  | Les Grincheux 2         | États-Unis d'Amérique | Howard Deutch                |               | 71 518 503 $  |
| 21.  | Sur la route de Madison | États-Unis d'Amérique | Clint Eastwood               | 24 000 000    | 71 516 617 $  |
| 22.  | Mortal Kombat           | États-Unis d'Amérique | Paul W. S. Anderson          |               | 70 454 098 $  |

## Classement par Week End
| #  | Date               | Film no 1              | Recettes     |
| -- | ------------------ | ---------------------- | ------------ |
| 1  | 6 janvier 1995     | Dumb and Dumber        | 9 177 151 $  |
| 2  | 13 janvier 1995    | Légendes d'automne     | 14 038 128 $ |
| 3  | 20 janvier 1995    | Légendes d'automne     | 9 006 330 $  |
| 4  | 27 janvier 1995    | Légendes d'automne     | 6 309 990 $  |
| 5  | 3 février 1995     | Légendes d'automne     | 5 111 888 $  |
| 6  | 10 février 1995    | Billy Madison          | 6 639 080 $  |
| 7  | 17 février 1995    | La Tribu Brady         | 14 827 066 $ |
| 8  | 24 février 1995    | La Tribu Brady         | 8 379 037 $  |
| 9  | 3 mars 1995        | Garde rapprochée       | 9 473 317 $  |
| 10 | 10 mars 1995       | Alerte !               | 13 420 387 $ |
| 11 | 17 mars 1995       | Alerte !               | 10 808 607 $ |
| 12 | 24 mars 1995       | Alerte !               | 8 006 220 $  |
| 13 | 31 mars 1995       | Le Courage d'un con    | 8 027 843 $  |
| 14 | 7 avril 1995       | Bad Boys               | 15 523 358 $ |
| 15 | 14 avril 1995      | Bad Boys               | 11 016 040 $ |
| 16 | 21 avril 1995      | L'Amour à tout prix    | 9 288 915 $  |
| 17 | 28 avril 1995      | L'Amour à tout prix    | 10 491 714 $ |
| 18 | 5 mai 1995         | French Kiss            | 9 018 022 $  |
| 19 | 12 mai 1995        | USS Alabama            | 18 612 190 $ |
| 20 | 19 mai 1995        | Une journée en enfer   | 22 162 245 $ |
| 21 | 26 mai 1995        | Casper                 | 22 091 975 $ |
| 22 | 2 juin 1995        | Casper                 | 13 409 610 $ |
| 23 | 9 juin 1995        | Congo                  | 24 642 539 $ |
| 24 | 16 juin 1995       | Batman Forever         | 52 784 433 $ |
| 25 | 23 juin 1995       | Pocahontas             | 29 531 619 $ |
| 26 | 30 juin 1995       | Apollo 13              | 25 353 380 $ |
| 27 | 7 juillet 1995     | Apollo 13              | 19 635 095 $ |
| 28 | 14 juillet 1995    | Apollo 13              | 15 630 650 $ |
| 29 | 21 juillet 1995    | Apollo 13              | 12 457 260 $ |
| 30 | 28 juillet 1995    | Waterworld             | 21 171 780 $ |
| 31 | 4 aout 1995        | Waterworld             | 13 452 035 $ |
| 32 | 11 aout 1995       | Esprits rebelles       | 14 931 503 $ |
| 33 | 18 aout 1995       | Mortal Kombat          | 23 283 887 $ |
| 34 | 25 aout 1995       | Mortal Kombat          | 10 309 925 $ |
| 35 | 1er septembre 1995 | Mortal Kombat          | 8 288 323 $  |
| 36 | 8 septembre 1995   | Extravagances          | 9 019 180 $  |
| 37 | 15 septembre 1995  | Extravagances          | 6 544 960 $  |
| 38 | 22 septembre 1995  | Seven                  | 13 949 807 $ |
| 39 | 29 septembre 1995  | Seven                  | 12 378 647 $ |
| 40 | 6 octobre 1995     | Seven                  | 10 421 517 $ |
| 41 | 13 octobre 1995    | Seven                  | 8 645 354 $  |
| 42 | 20 octobre 1995    | Get Shorty             | 12 700 007 $ |
| 43 | 27 octobre 1995    | Get Shorty             | 10 202 007 $ |
| 44 | 3 novembre 1995    | Get Shorty             | 9 700 007 $  |
| 45 | 10 novembre 1995   | Ace Ventura en Afrique | 37 804 076 $ |
| 46 | 17 novembre 1995   | GoldenEye              | 26 205 007 $ |
| 47 | 24 novembre 1995   | Toy Story              | 29 140 617 $ |
| 48 | 1er décembre 1995  | Toy Story              | 20 164 662 $ |
| 49 | 8 décembre 1995    | Toy Story              | 13 879 803 $ |
| 50 | 15 décembre 1995   | Jumanji                | 11 084 370 $ |
| 51 | 22 décembre 1995   | Où sont les hommes ?   | 14 126 927 $ |
| 52 | 29 décembre 1995   | Toy Story              | 19 395 010 $ |